# Бен-Тифур, Абдельазиз
Абдельазиз Бен-Тифур (фр. Abdelaziz Ben Tifour; араб. عبدالعزيز بن طيفور‎; 25 июля 1927, Hussein Dey, Французский Алжир — 19 ноября 1970, Алжир) — французский футболист алжирского происхождения и алжирский футбольный тренер. Играл на позиции полузащитника. Участник чемпионата мира 1954 года. 

## Биография

### Ранние годы
Бен-Тифур родился в Хуссейн Дее (Французский Алжир) и с детства увлекался футболом, пиная на улицах тряпичные мячи вместе с другими детьми. 

### Клубная карьера
В юности вместе со своим старшим братом уехал в Тунис, где подписал контракт с клубом «Эсперанс». После одного сезона за «Эсперанс» перешёл в «Хаммам-Лиф», в составе которого выиграл два Кубка Туниса в 1947 и 1948 годах. 
Летом 1948 года Бен-Тифур покинул Тунис и уехал во Францию, где подписал контракт с «Ниццей». В составе «Ниццы» Бен-Тифур стал одним из ключевых игроков клуба. С «Ниццой» Бен-Тифур выиграл два чемпионских титула и Кубок Франции в 1952 году, когда в финальном матче со счётом 5:3 был обыгран «Бордо». В этом финальном матче он забил один из голов, который стал победным. 
В 1953 году перешёл в «Труа-Савиньенн», за который он играл в течение двух сезонов. 
В 1955 году Бен-Тифур стал игроком «Монако», в котором отыграл почти три сезона, сыграв 96 матчей и забил 13 голов. В 1956 году он приглашён на свадьбу князя Ренье III и Грейс Келли. В 1958 году приостановил футбольную карьеру и уехал в Тунис, где во время Алжирской войны формировалась будущая сборная Алжира.
В 1962 году после обретения независимости Алжира Бен-Тифур вернулся в профессиональный футбол и в качестве играющего тренера играл за «МК Алжир». По окончании сезона завершил игровую карьеру.

### Карьера в сборной
В составе сборной Франции принимал участие на чемпионате мира 1954 года, где сыграл в матче группового этапа со сборной Мексики, в котором французы одержали победу со счётом 3:2. Бен-Тифур стал футболистом алжирского происхождения, который играл за Францию на чемпионате мира. Всего за сборную Франции сыграл 4 матча, в которых не отметился забитыми мячами.

### Тренерская карьера
Работал в тренерском штабе сборной Алжира, которую возглавил в 1969 году. Затем он работал главным тренером клуба «Кабилия».

### Гибель
Бен-Тифур погиб в автокатастрофе 19 ноября 1970 года в возрасте 43 лет на участке дороги Алжир-Тизи-Узу.

## Достижения
«Хаммам-Лиф»
- Обладатель Кубка Туниса (2) : 1946/47, 1947/48

 «Ницца»
- Чемпион Франции (2) : 1950/51, 1951/52
- Обладатель Кубка Франции (1) : 1951/52